# Protéine de liaison du rétinol

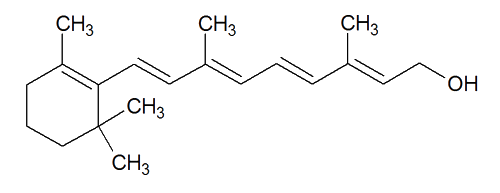
Rétinol, ou vitamine A.

Rétinal, dérivé fonctionnel du rétinol.

Acide rétinoïque, métabolite actif du rétinal.

Une protéine de liaison du rétinol (RBP, pour Retinol Binding Protein en anglais) est une protéine de transport du plasma sanguin et du cytosol des cellules des vertébrés susceptible de se lier au rétinol, au rétinal et à l'acide rétinoïque afin d'en contrôler les effets dans l'organisme.  Il existe au moins quatre RBP différentes chez l'homme, ainsi que deux autres protéines qui sont spécifiques à l'acide rétinoïque (CRABP).  Des mutations du gène RBP4 réduisent la concentration en RBP fonctionnelle, ce qui peut conduire aux symptômes d'avitaminose A.  Ces protéines, étroitement liées aux lipocalines, sont constituées d'environ 135 acides aminés et ont des séquences semblables — à 56 % pour RBP1 et RBP2 — bien qu'elles assurent des fonctions différentes et soient localisées différemment dans les cellules.  Leur dosage est un indicateur utilisé dans la détermination de la masse protéique viscérale dans les études nutritionnelles de santé publique.
Le rétinol et l'acide rétinoïque jouent un rôle crucial dans la modulation de l'expression génétique et dans le développement de l'embryon.  Une carence ou un excès de l'une ou l'autre de ces molécules peut conduire à la mort prématurée de l'embryon ou à des malformations.  Les protéines de liaison du rétinol régulent le transport et le métabolisme du rétinol pendant la gestation.  Les RBP ont été retrouvées dans l'utérus, l'embryon et les tissus extra-embryonnaires des bovins, des ovins et des porcs, ce qui souligne le rôle de ces protéines dans le transport du rétinol à travers le placenta.  Des recherches sont encore nécessaires pour connaître les effets exacts sur la gestation d'une expression défectueuse des RBP ainsi que le niveau normal d'expression de ces protéines.